# Мала Шиловщина
Мала Ши́ловщина (рос. Малая Шиловщина) — присілок у складі Котельницького району Кіровської області, Росія. Входить до складу Спаського сільського поселення.
Населення становить 9 осіб (2010, 14 у 2002).
Національний склад станом на 2002 рік — росіяни 100 %.